# Jean Bessière
Pour les articles homonymes, voir Bessière.
 (septembre 2013).
Si vous disposez d'ouvrages ou d'articles de référence ou si vous connaissez des sites web de qualité traitant du thème abordé ici, merci de compléter l'article en donnant les références utiles à sa vérifiabilité et en les liant à la section « Notes et références ».
 (septembre 2013).
- Si vous ne connaissez pas le sujet, laissez ce bandeau (vous pouvez alors contacter les auteurs).
- Si vous supprimez le contenu mis en cause (vous pouvez préalablement contacter les auteurs),

argumentez précisément cette suppression dans la page de discussion
(un manque de référence n'est pas un argument ; une recherche réelle de référence doit avoir été effectuée, être formellement documentée).
Jean Bessière, né en 1943, est professeur de Littérature Générale et Comparée à l'Université Sorbonne Nouvelle Paris III et président honoraire de l'Association Internationale de Littérature Comparée(AILC/ICLA).

## Biographie
Agrégé de Lettres modernes, Jean Bessière est docteur d'État de la Sorbonne, où il a soutenu en 1976, sous la direction de Charles Dédéyan, sa thèse intitulée La Patrie à rebours : les écrivains américains de la Génération Perdue et la France (1917-1935). Exil et création littéraire. Il a enseigné dans diverses universités américaines (Indiana University, Stanford University, McGill University) ainsi que dans plusieurs universités françaises. Directeur de collections, et notamment de la collection “Bibliothèque de Littérature Générale et Comparée”, auprès des Éditions Honoré Champion, il a par ailleurs accepté et occupé des postes de direction au Ministère de la recherche et au Ministère des universités (1984-1994).
Jean Bessière est également l'auteur de nombreux ouvrages de critique et théorie de la littérature, qui, dans leur succession et leurs articulations, témoignent de la continuité d'une pensée du fait littéraire, caractérisée, comme le souligne Micéala Symington, par une grande lucidité, un recul critique et le refus de se rattacher à une école donnée. Dans l'ordre, il a ainsi publié au cours des vingt dernières années les ouvrages majeurs Dire le littéraire (1990), l'Énigmaticité de la littérature. Pour une anatomie de la fiction au XXe siècle (1993), La Littérature et sa rhétorique (1999), Quel statut pour la littérature ? (2001), Principes de la théorie littéraire (2005), Qu’est-il arrivé aux écrivains français ? D’Alain Robbe-Grillet à Jonathan Littell (2006) et Le Roman contemporain ou la problématicité du monde (2010).
En 2005, la Revue canadienne de littérature comparée lui a consacré un numéro spécial intitulé Jean Bessière - Literature and Comparative Literature Revisited. Ce numéro contient entre autres une "Petite Terminologie" élaborée par Jean Bessière, dans laquelle il s'attache à définir, de son point de vue, les paradigmes usuels de la critique et de la théorie littéraires.
À ce jour , Jean Bessières a dirigé plus de 120 thèses.

## Pensée du roman contemporain
La pensée que Jean Bessière développe autour du roman contemporain se formule et se précise spécifiquement dans deux ouvrages, à savoir Qu’est-il arrivé aux écrivains français ? D’Alain Robbe-Grillet à Jonathan Littell (2006) et Le Roman contemporain ou la problématicité du monde (2010). D'un ouvrage à l'autre, il peut se dire une même visée épistémologique, qui se propose de dégager des paradigmes aptes à caractériser le roman contemporain dans ses enjeux anthropologiques, cognitifs et littéraires.

### Qu'est-il arrivé aux écrivains français? D'Alain Robbe-Grillet à Jonathan Littell

#### Littérature joujou et littérature puissance
Dans Qu’est-il arrivé aux écrivains français ? D’Alain Robbe-Grillet à Jonathan Littell, se voit d'abord mise en avant une caractérisation de la société contemporaine comme une société sans référent. Ce premier constat initial en appelle alors immédiatement un second, selon lequel la littérature contemporaine française est, dans sa majeure partie, incapable de penser et, ipso facto, de représenter une telle spécificité de la société contemporaine. En effet, la production littéraire française actuelle tend à reconnaître et dire le contemporain selon les modes de reconnaissance et d’expression du contemporain, qui avaient cours dans les années 70. Jean Bessière en vient ainsi à dire une littérature joujou, c'est-à-dire une littérature qui participe d’une désymbolisation d’elle-même et de ses référents, précisément parce qu'elle s'attache à répéter des symboles littéraires qui n'ont plus cours dans le contexte actuel. Cette inintelligence des écrivains français contemporains - ils répètent des modes littéraires dépassés - se double paradoxalement d'une lucidité de leur part : ils ont conscience qu'ils ne peuvent se dire les équivalents des auteurs du passé, car un changement a eu lieu. Ce paradoxe se dissout alors dans le postulat de la littérature puissance. Par là, il se dirait en effet un holisme de la littérature appréhendée comme une forêt primordiale. Un tel holisme permet ainsi aux écrivains de penser leurs discours comme littéraires au-delà du paradoxe initial. En tant que la littérature est un tout indéfini, tout texte peut s’y inscrire, même si l’écrivain actuel ne peut se dire l’équivalent des auteurs du passé, même s’il mobilise des modes littéraires dont il mesure la vanité. Mais cette pensée de la littérature puissance ne revient en dernière instance qu'à répéter la lucidité et l’inintelligence conjointes des écrivains français. En effet, présenter la littérature comme un tout indéfini revient à reconnaître une littérature sans référent – elle est indéfinie. Et, dans le même temps, la littérature puissance trahit le désir de maintenir la littérature comme un garant – un référent – des œuvres – elle est un tout qui, précisément parce qu’elle est un tout, peut inclure tous les types de discours. Le paradoxe peut donc se reformuler comme suit : la littérature puissance permet de dire d’un texte qu’il est littéraire, alors même que la littérature en elle-même n’est plus identifiable. Un tel jeu sur la littérature puissance se marque alors dans l’écriture des auteurs français actuels. Cette écriture se réduit en effet à un exercice de désignation de la forêt primordiale. Par là, les écrivains ignorent les enjeux et questionnements essentiels qu’implique la société contemporaine : ils ne rendent pas la littérature apte à répondre de l’actualité et de la société sans référent. Au contraire, il s’agit toujours de poser la même question simple – qu’est ce que la littérature produite et qui se produit ? – et d’y apporter toujours le même type de réponse – la littérature constitue un tout indéfini. Ainsi, ce jeu en revient sans cesse à rappeler le mystère des lettres. En ce sens, le jeu de la littérature se réduit à jeu de nomination toujours à recommencer, puisque la littérature se voit sans cesse identifiée à quelque chose de non-identifié, qui appelle une nouvelle identification. Le jeu se fait tautologique, dans la mesure où il appelle toujours la même question et toujours la même réponse.

#### Manques du roman français contemporain
Cette vision dominante de la littérature, qui convoque l’image de la littérature joujou et de la littérature puissance, éclaire les principaux manques que Jean Bessière pointe dans le roman français contemporain. Tout d’abord, il faut noter le souci que les écrivains français manifestent de penser une continuité, et même une auto-continuation de la littérature. Ce souci les conduit à vouloir répéter à tout prix le modernisme. Or, cette obsession de la modernité les pousse à oublier l’actualité. Il pourrait même être ajouté qu’une telle obsession les conduit à perdre le sens premier de la modernité. En effet, le modernisme européen implique une reconnaissance de son actualité et dès lors de son historicité. La figuration de la temporalité peut elle aussi se lire à la lumière du paradoxe fondamental, qui caractérise la littérature contemporaine française. En effet, les écrivains reconnaissent l’absence de dessin d’un futur – qui ne coïncide pas avec une absence de futur. Toutefois, dans le même temps, ils continuent à vouloir penser une concordance des temps, un pont entre l’évidence du passé, celle du présent et le futur, quand bien même ce futur apparaît incertain. La représentation du réel, telle que la pense le roman contemporain français, se révèle également problématique. En effet, une telle représentation est conduite selon l’alliance de la constance du connu et de la variation du vécu. Par là, il est affirmé, dans ce roman, une évidence du réel. En effet, l’évidence du réel se confond avec une image de celui-ci en tant que puissance, forêt primordiale ou encore tout indistinct. Le réel se voit donc prêté une forme d’holisme, qui le constitue dans une absence de référent. Néanmoins, de manière contradictoire, il est imposé un référent : la singularité d’un sujet, singularité qui devrait précisément être exclue dans la perception du réel comme un tout indistinct. Il faudrait redire la lucidité et l’inintelligence des écrivains contemporains : ils reconnaissent que le réel n’a pas de référent, mais ils imposent un référent au réel, alors même que ce réel exclut tout référent explicite.

#### Roman policier, science-fiction et littérature de la Shoah
Face à ces constats durs et alarmants, Jean Bessière identifie toutefois une part de la littérature, qui permet de sortir de la littérature puissance et de la dépasser. Il est en effet une frange de la littérature qui autorise la figuration d’une société sans référent, en proposant une pensée et une représentation autre du temps, du sujet et du réel. C’est le cas du récit de science-fiction, du récit policier, de la littérature de la décolonisation et de la Shoah. Dans ces littératures, il est en effet une autre manière de penser la temporalité, dans la mesure où le temps n’est plus dit selon le passé ou l’histoire, mais plutôt selon un nouveau départ dans le temps. Ce nouveau départ peut se figurer, comme il en va dans le récit de science-fiction, à travers un moment qui échappe à notre propre historicité. Le récit de science-fiction construit en effet un temps qui n’appartient ni à notre passé, ni à notre présent, ni à notre futur. Il dit un avenir lointain, en-dehors de nos conceptions historiques et temporelles. Il dispose sa propre historicité à travers une rupture avec la continuation historique. La littérature de la Shoah figure autrement ce nouveau départ, puisqu’elle identifie l’historicité à l’épreuve même de la rupture historique des années 40-45, qui fonde une histoire radicalement autre. Plus généralement, ces différents types de récits engagent la représentation et l’identification d’une réalité et d’une société sans référent. Il suffit de citer le récit policier. En effet, ce récit ne se réduit pas au récit des preuves de la culpabilité. À côté des preuves, beaucoup d’autres choses sont dites : les motivations de l’assassin, les hésitations de l’enquêteur… Il faut alors noter une multiplication des référents. Le contexte du récit policier se révèle plus vaste que le contexte de la seule preuve : il s’agit d’un contexte élargi, qui est le contexte capable de rassembler tous les éléments qui viennent faire suppléments au récit de la preuve. Par ce trop plein de référents, il est ainsi figuré une réalité sans référent spécifique, une réalité incertaine en raison même de l’infinité des référents. Mutatis mutandis, la littérature de la Shoah permet également la figuration d’une société sans référent, qui est par excellence la société allemande. Celle-ci a en effet promu la solution finale, l’extermination humaine radicale, niant par là même le référent même de l’humanité. Cette littérature de la Shoah ouvre en outre à la pleine reconnaissance de l’homme ultime. L’homme des camps est précisément l’homme sans référent (celui dont on a nié l’humanité) ; pour lui, l’absence de dessin de futur est manifeste. C’est plus fondamentalement l’homme qui sait et assume ce défaut, ces référents incertains. En ce sens, la littérature de la Shoah possède une certaine actualité, puisqu’elle permet de préciser le thème de l’homme ultime, qui est précisément le propre du sujet contemporain. L’homme contemporain fait en effet partie d’une société non pas sortie de l’histoire, mais qui n’identifie plus son départ dans l’histoire. Il est donc là une figuration qui répond aux paradigmes de la société contemporaine, une société qui ne manifeste plus les conditions de son historicité, sans pour autant ne pas être historique, une société proprement sans référent.

### Le Roman contemporain ou la problématicité du monde
Le Roman contemporain ou la problématicité du monde repart de ces constats et les reformule dans un contexte international. Par international, il faut entendre non pas européen, ni même occidental, mais bien mondial. Le propre du roman contemporain tel que Jean Bessière le théorise et le caractérise est en effet de donner à lire des perspectives anthropologiques, qui pour la première fois se figurent d'une manière indifférente dans la production romanesque occidentale comme orientale, au-delà de l'ancien clivage attesté dans toute la théorie littéraire occidentale du XXe siècle, qui présentait les visées anthropologiques et cognitives identifiées dans le roman de la tradition comme valables pour le seul roman occidental. Cela implique ainsi un dépassement de la référence française - mis à part Michel Houellebecq, elle se complaît dans le jeu de la littérature joujou et puissance - pour identifier une production littéraire spécifiquement contemporaine - il faut dire entre autres Haruki Murakami (Japon), Salman Rushdie (Inde), Alan Pauls, Daniel Link et Rodrigo Fresán (Argentine), Roberto Bolaño (Chili), Patricia Grace (Nouvelle-Zélande).
L'ouvrage repose sur une thèse capitale : le roman contemporain se distingue du roman de la tradition par l'exposé d'une problématicité spécifique. Le roman contemporain s'attache en effet à maximiser le défaut de surdétermination relatif aux personnages, aux actions et aux scènes sociales. Par l'accroissement d'un tel défaut, il ouvre aux identifications les plus larges de l'être humain, tout en les soumettant à l'interrogation la plus nette - c'est là le dessin de sa problématicité. Une telle problématicité est indissociable d'un double déplacement. Premier déplacement. Il engage la substitution de la dualité du singulier et paradigmatique, qui caractérise le roman, par celle du hasard et de la nécessité. Deuxième déplacement. Il suppose un passage des perspectives anthropologiques de l'individualité à celles de la transindividualité. Ce second déplacement peut encore se formuler en ces termes : le roman contemporain se construit à partir d'une anthropoïesis de la transindividualité, qui rompt avec l'anthropoïesis de l'individualité attachée au roman de la tradition. Sur cette thèse, l'ouvrage de Jean Bessière se propose alors de lire le roman contemporain dans un jeu de ruptures et de bouleversements avec la tradition du roman.

#### Roman de la médiation
Le roman contemporain se construit dans une opposition explicite au fait que le roman de la tradition ne se donne pas comme un roman de la médiation. Se construire comme un roman de la médiation implique en effet deux traits : 1) le roman doit s'élaborer manifestement comme une reprise de discours et représentations sociaux ; 2) le roman présente les données reprises comme autant d'indices qui permettent au lecteur de multiples identifications. En se donnant comme lieu de la médiation, le roman contemporain se caractérise donc explicitement comme une représentation et une promesse certaines de l'agentivité humaine. Autrement dit, le roman contemporain donne le roman comme une action et une occasion d'autres actions. Une telle caractérisation du roman contemporain est d'ailleurs manifeste dans les romans policiers et dans les romans vignettes ou les romans dictionnaires. Ces romans peuvent en effet être dits romans de la médiation, dans la mesure où ils constituent la possibilité de plusieurs utilisations et le support de multiples agentivités qui ne sont précisément liées à la reconnaissance d'aucun indice ou ordre particulier. La condition de telles possibilités est l'aveu que ces romans font de leur propre problématicité : ils ne donnent pas leur objet comme absolu, ils ne s'identifient pas à l'écriture. Par là, ils explicitent le jeu du roman contemporain, qui tend à récuser toute reconnaissance plénière du roman et de ses objets. Le roman contemporain donne en effet le roman comme un supplément d'énonciation, un supplément de médiation. Sa finalité n'est pas d'interpréter le monde, mais d'ajouter aux discours disponibles une configuration sur ces discours. Cette finalité est en réalité celle de tout roman : le propre du roman contemporain est de ne pas le cacher, de le thématiser. Parce qu'il reconnaît explicitement cette fonction de médiation, le roman contemporain peut se lire selon un statut minimal du roman. Il se dit l'interprétant des discours qu'il réénonce. En ce sens, le réalisme du roman contemporain n'est plus l'esthétique de l'adéquation du mot à la chose, mais celle de la lisibilité du supplément de l'énonciation et de l'interprétant. Cette propriété de médiation est encore indissociable d'une propriété temporelle. En effet, les réénonciations qu'impose le roman peuvent toujours être reprises par le lecteur, dans différents contextes. Une telle permanence ne donne pas à voir l'immuabilité du genre romanesque, mais la constante opérativité et reconnaissance d'une de ses propriétés : la figuration et le jeu de la médiation. Par cette constance de la médiation, le roman contemporain questionne les discours et représentations sociaux, en tant qu'ils les rapportent à une ontologie pluraliste et à une multiplicité des temps. Il se dit là un jeu sur la permanence de la médiation : le roman contemporain fait le choix d'une transtemporalité, de transferts multiples, qui autorisent le jeu de la médiation temporelle.

#### Dualité du hasard et de la nécessité
Le roman de la tradition se lit selon la dualité du singulier et du paradigmatique : le personnage qu'il figure est à la fois singulier et typique. Mais ce roman porte également la dualité du hasard et de la nécessité, sans toutefois la rendre visible. Le roman contemporain s'attache au contraire à rendre manifeste la difficulté qui existe à figurer sa propre pertinence selon la seule dualité du singulier et du paradigmatique, en lui proposant comme substitut explicite la dualité du hasard et de la nécessité. Cela peut se lire dans la manière dont le roman contemporain dispose le singulier. En effet, le singulier y est donné comme une figure implicitement saturante des univers des romans - toutes les données de ces univers peuvent se rapporter au singulier. C'est là un contraste fort avec le personnage du roman du XIXe siècle, qui, loin d'être saturant, est engagé dans les représentations du réel. Du roman de la tradition au roman contemporain, il est donc un changement dans le traitement du singulier. Un tel changement, qui indique deux dispositions différentes du singulier et du paradigmatique, peut ultimement se rapporter à la différence que le roman de la tradition et le roman contemporain donnent à lire dans l'identification du fortuit, du contingent et de la signification qu'ils leur prêtent. Le roman de la tradition s'interprète en effet comme le roman qui ne figure pas le jeu de la médiation et n'indique pas la pertinence de la dualité hasard-nécessité. À l'inverse, le roman contemporain joue de cette dualité comme de ce qui permet une figuration multiple de la médiation. Autrement dit, le roman contemporain fait du hasard une figuration de la saturation du monde par l'homme : le récit du hasard est celui d'un monde plein, à la fois soumis à la nécessité et disponible à toute médiation. 
Le roman contemporain dessine des identités individuelles communicantes. Par là, il ne contribue pas à la définition plénière des identités, mais il suppose que les identités soient des formes de relations. Cela peut encore se redire : dans le roman contemporain, toute identité est singulière et entre dans une relation différentiante avec les autres. Par conséquent, tout sujet du roman contemporain est donné comme en extériorité. C'est également le cas dans un récit homodiégétique, où le narrateur se caractérise comme flottant. De cette manière, les personnages et les identités existent sans limite dans les univers du roman contemporain. C'est également le cas pour tout ce qui n'apparaît pas directement ou pour tout ce qui ne se manifeste jamais. L'inexistant doit en effet être interprété comme ce qui entre également dans la forme de la relation. En ce sens, le roman contemporain se dit comme une figure saturante. En effet, d'une part, ce roman se donne comme la représentation de mondes entiers, et même de leur au-delà. D'autre part, il dispose chaque identité comme un site où toutes les identités viennent - c'est le sens d'une identité comme forme de la relation. Cette saturation doit alors se lire comme un mode de la médiation, qui figure un monde comme non exclusif de tous les autres.
Par la dualité du hasard et de la nécessité, le roman contemporain dessine un chronotope spécifique suivant un défaut de continuum temporel et une disparité des espaces. Ce défaut de continuum et cette disparité supposent une rhétorique de l'intéressant et disposent le roman comme un jeu de médiation. En effet, parce le hasard ne doit pas contredire la nécessité, et qu'inversement la nécessité ne doit pas contredire le hasard, le roman contemporain ne peut jouer sur sa vérité. Il doit au contraire porter sur l'intéressant, les possibilités de la vérité et leur questionnement - cela répète sa problématicité. Par une telle organisation et une telle rhétorique, dictées par la dualité hasard-nécessité, le roman se donne comme toujours pertinent. À partir de la certitude de sa pertinence, le roman contemporain sort de tout représentationnisme. En effet, il ne dispose plus sa pertinence en fonction de la manière dont il double ou non le monde : il se présente en réalité comme une expérience de pensée susceptible de figurer des circonstances dans lesquelles toute action devient pertinente. En sortant du représentationnisme, le roman contemporain devient alors présentation du hasard et de la nécessité selon l'univers même. Autrement dit, le monde dans son entier se voit figuré comme le possible de toute médiation.

#### Pluritemporalité
Le roman contemporain dessine le temps en un mode qui favorise le dessin du contemporain. Cette figuration du contemporain est ainsi celle d'une pluritemporalité, dans la mesure où le roman contemporain dispose un temps qui est de plusieurs temps. En d'autres termes, le contemporain peut encore se dire comme le signe d'une congruence des temps, qui n'empêche pourtant pas de les distinguer. Ainsi, si le passé reste donné comme passé, il est également relié au présent selon un continuum, en une composition temporelle paradoxale : la pluralité des temps dispose en elle-même le passage d'un temps à l'autre. C'est le signe même d'une pluritemporalité qui n'empêche pas la distinction temporelle : l'actualité, en laquelle confluent les temps, se dit comme telle par des notations qui la font contraster avec le passé et le futur. Elle permet de dire à la fois l'hétérogénéité des temps et leur coprésence. De cette manière, telle figuration du contemporain ne récuse aucun temps, pas même le futur - elle suppose toutefois l'idée d'une fin de l'histoire : le contemporain pense l'achèvement des contextes auxquels il s'applique. Par ce jeu temporel spécifique, le roman contemporain peut être appréhendé comme le récit de la médiation temporelle dans le présent. Et, dans le même temps, la figuration du contemporain que ce roman construit empêche toute lecture analogique du contexte : le lecteur ne peut habiter le contemporain d'un autre, du roman. En ce sens, le roman contemporain dispose le lecteur comme contemporain de sa propre lecture. Plus radicalement, il faudrait dire que le lecteur n'est contemporain que de lui-même.

#### Jeu sur la crise représentationnelle
Il est une crise représentationnelle qu'expose particulièrement le roman postmoderne. Le roman contemporain repart de cette crise, l'accentue et la dépasse, selon trois points remarquables. Premièrement, les jeux de représentation du roman contemporain ont pour condition les impasses représentationnelles mêmes du roman postmoderne. Deuxièmement, le roman contemporain dispose qu'il n'y a pas de conception d'une pertinence de la représentation. Troisièmement, il donne l'affirmation de la fiction et l'identification littéraire comme indissociables d'un dessin de l'intransitivité, en tant que figuration des conditions minimales d'une action dans la société. Le dépassement que le roman contemporain conduit au regard de la crise représentationnelle est particulièrement notable, dans la sortie qu'il permet de la crise touchant à représentation de la communauté. En effet, repartant du dissensus qui est la condition de toute reconnaissance sociale, le roman contemporain, en une rupture nette avec le roman de la tradition, se limite à exposer le dissensus. Un tel exposé doit alors s'interpréter comme la possibilité soit de donner à lire des univers complets, soit de réduire la figuration de la communauté à celle de ses conditions.
Ce traitement particulier du dissensus, indissociable donc de la figuration d'une communauté, engage une caractérisation pragmatique du personnage romanesque : indissociable de la limite que fait autrui, tout personnage se définit par les jeux intentionnels qui s'attachent à constater les limites. En ce sens, le roman contemporain est un roman sans égologie, dans la mesure où le personnage est uniquement une identité qui perçoit les limites et qui ne peut se caractériser comme sujet que selon le jeu de possibles qu'autorise le constat de ces limites. Il peut encore se dire : le personnage du roman contemporain est cette limite même qui fait du sujet un possible et le recueil de tous les possibles. Par cette caractérisation selon le jeu des possibles, le personnage est dans une position d'extériorité spécifique par rapport au monde : il participe à la fois du monde et de sa diversité. À partir du jeu des possibles, qui est celui du personnage, le roman contemporain dessine également le total des possibles de ces univers, son possible de roman. Le(s) monde(s) du roman contemporain découle(nt) en effet d'une réidentification libre de toutes les réalités que le roman dessine selon le jeu des possibles, selon la figuration d'une pragmatique et selon les questions qui proviennent de l'union entre possibles et pragmatique. Cela définit une perspective cognitive nouvelle par rapport à la tradition du roman, perspective selon laquelle il est exclu que le roman contemporain hiérarchise explicitement les perspectives, les possibles qu'il donne à lire. Selon un jeu réflexif, il se construit donc ultimement comme la question de son rapport aux données qu'il présente extérieures à lui-même et, ipso facto, comme la question de ces données mêmes - il est encore question d'une forme de problématicité.

#### Anthropoïesisde la transindividualité
Il faut lire le roman contemporain suivant une anthropoïesis de la transindividualité, qui constitue en elle-même une réponse de ce roman aux impasses de l'anthropoïesis de l'individualité telle qu'elle est exposée dans le roman de la tradition occidentale. Ce déplacement d'une anthropoïesis à l'autre est particulièrement lisible dans l'usage différent que le roman contemporain fait de la prototypie, entendue comme une présentation qui appelle un jeu d'abduction chez le lecteur. Il est en effet, dans le roman contemporain, un abandon de la figuration prototypique de l'individu telle que la dessine le roman de la tradition. Avec le roman contemporain, l'individu ne se dit plus à travers une caractérisation stricte, selon laquelle un individu est un individu, mais à travers une caractérisation suivant la transindividualité. En d'autres termes, dans ce roman, l'individu se définit comme indice d'autres et de la dispersion des êtres humains. Cette nouvelle figuration de l'individu, et donc de l'humain, s'actualise soit via une réécriture du roman de l'écrivain, soit via la reprise de données anthropologiques étrangères au monde occidental. Dans le roman contemporain, construit selon ces jeux de réécriture ou de reprise, l'identification du personnage est ainsi présentée comme indissociable d'un inévitable et d'une indétermination de l'autre. En effet, suivant un tel roman, la singularité des personnages dessine un continuum. Autrement dit, les personnages, tout comme leurs mondes et leurs temps, se disent comme des identités fixées, qui sont dans le même temps plus qu'elles-mêmes, suivant le jeu relationnel qu'implique  l'anthropoïesis de la transindividualité. Tout personnage, tout monde, tout temps est toujours déjà introduction à un autre que lui-même, sans pour autant se défaire de sa propre cohésion. En résumé, l'humain n'est donc plus figuré en tant qu'individualité séparée, mais en tant que sujet portant une relation continue avec les autres hommes, et même avec les autres êtres naturels, laquelle n'efface cependant pas son identité propre. Ce nouveau traitement de la prototypie s'accompagne, dans le roman contemporain, d'une présentation et d'un usage radicalement neufs du fortuit, qui se constitue en moyen paradoxal d'exposition de l'implication mutuelle. De même, la dualité du singulier et du paradigmatique se relit selon le paradoxe de l'individuel et du transindividuel.
La récusation que le roman contemporain dessine de l’anthropoïesis et de la prototypie du roman de la tradition est exemplairement manifestée dans l'abandon, que dit ce même roman contemporain, de l'identification du roman au langage et à la littérature, identification qui est justement le principal moyen de la construction du roman comme objet prototypique. En effet, non seulement le roman contemporain identifie les impasses qu'impliquent une telle réflexivité et le jeu d'observateur observé qu'elle suppose, mais il propose également les typologies découlant de l’anthropoïesis de la transindividualité comme autant de solutions pour sortir de ces impasses. En ce sens, la réflexivité spécifique du roman contemporain et l'auto-identification tout aussi spécifique de ses personnages disent un abandon des jeux sur le langage et la littérature, qui tendent à les poser à la fois comme illimités et comme limites des mondes et des êtres. Par là, il est question d'une expérience nouvelle du monde et des êtres et la réflexivité du roman contemporain devient celle d'individualités - le pluriel doit se lire comme l'exact opposé de l'expression "individu séparé" - et celle d'une société autodescriptive. L'identification et l'auto-identification des personnages sont en ce sens certaines et sans fin dans le roman contemporain. Elles peuvent se dire certaines dans la mesure où elles sont indissociables d'un jeu de réflexivité sociale. Elles sont sans fin étant donné qu'elles sont incessamment soumises et confrontées à d'autres identifications et auto-identifications.
Ces traitements radicalement autres de la prototypie, du fortuit, de la dualité singulier-paradigmatique, de l'auto-identification se lient ultimement au statut, distinct de celui du roman de la tradition, que le roman contemporain accorde à la différence. Par une lecture exemplaire des romans ethnologiques, il peut en effet se conclure que le monde unique, constitué par les hétérogènes, peut exister uniquement selon ces hétérogènes, et que la diversité des mondes et des cultures atteste en elle-même l'agentivité humaine. Ces constats supposent alors que la composition des mondes, dans le roman contemporain, relève d'un nominalisme littéraire : une fois dite, la différence se voit donnée pour elle-même, à l'instar des discours placés sous le signe du nominalisme littéraire. Ce nominalisme implique une explicite reconnaissance de la différence et de l'agentivité qu'elle dispose. Ce nominalisme implique aussi que, tout en distinguant les temps, les cultures, les discours qu'il juxtapose, le roman contemporain les présente comme un seul temps, un seul monde, composés d'identités distinctes.

#### Indifférence et récusation dudispositif
À travers le roman contemporain, il faut identifier un changement de l'indifférence romanesque et une redéfinition du statut de la fiction. En effet, en un mouvement opposé à celui du roman de la tradition, le roman contemporain reconnaît l'inutilité des mots de l'écrivain : ceux-ci ne font ni signe, ni trace au regard du monde contemporain. Le sujet ne possède donc plus un pouvoir de figuration, tout comme il est privé du bénéfice de l'individualisation. Cela revient à présenter l'expérience singulière comme vaine. En ce sens, l'individualité et la singularité peuvent également être dites "désobjectivées". Tout ceci est d'ailleurs l'explicite thème du roman de l'écrivain aujourd'hui, où l'indifférence de l'écrivain, qui peut dire ou ne pas dire le monde, est vidée de toute pertinence. En réalité, le roman contemporain donne ainsi à lire un autre type d'indifférence, selon une double caractérisation. D'une part, il peut se dire roman compréhensif, dans la mesure où il ne donne la priorité à aucun de ses éléments - cela peut se dire comme l'égalité indifférente. D'autre part, ce roman contemporain s'attache à dire le moment indifférent entre le vide de sens et le plein de sens. Par ce jeu d'indifférence qui le caractérise, le roman contemporain déplace les fonctions et caractérisation traditionnelles de la fiction. En effet, dans le roman de la tradition, l'identification du roman à la fiction se confond avec la caractérisation de ce roman comme dispositif, dans la mesure où le roman se voit ainsi présenté comme ce qui soustrait à leur usage commun des images du monde et des individus pour les remettre à sa propre autorité. À l'inverse, le roman contemporain, en tant qu'il est compréhensif notamment, ne reconnaît nullement sa propre autorité. Il montre au contraire qu'il existe bien des discours, des représentations qui sont disponibles. La fiction devient alors celle de cette disponibilité et s'impose, en ce sens, comme le discours qui s'oppose à tous les dispositifs qui prévalent dans la société contemporaine - le dispositif suppose en effet l'autorité que le roman contemporain récuse. Par là, la fiction est ce qui dessine la fin de la captation de l'objectivité dans les dispositifs. L'indifférence que se reconnaît le roman contemporain peut également se lire plus généralement dans le fait que ce roman se pose comme le roman du commun et comme le moyen même de dessiner ce commun, précisément en raison du jeu compréhensif, du jeu sur le moment indifférent, de ce qu'ils impliquent et de ce qu'ils excluent.

#### Point de vue de nulle part
Le roman contemporain se construit selon un point de vue de nulle part, particulièrement sensible et identifiable dans le roman de science-fiction. Caractérisé par Thomas Nagel, le point de vue de nulle part est ce point de vue qui autorise le contexte le plus large, ce point de vue qui ne relève pas de notre seule actualité. Par là, par le point de vue de nulle part, le roman contemporain dessine la problématicité maximale, dans la mesure où il dispose une interrogation qui n'engage pas de réponse, une interrogation où la question et le moment indifférent qu'elle suppose importent davantage que la réponse. En ce sens, le point de vue de nulle part empêche de lier un type de focalisation quel qu'il soit avec un jeu assertorique ou propositionnaliste. Une telle interdiction ne signifie pas que le roman contemporain ne puisse pas dessiner des personnages vraisemblables, mais impose que ces personnages soient placés dans des situations, où ils ne peuvent être caractérisés selon une surdétermination. Un tel défaut de catégorisation - de surdétermination -, figure à la fois le point de détachement du roman contemporain et la possibilité de l'expérience humaine la plus large. De cette manière, le point de vue de nulle part peut ultimement se dire comme le point de vue de la disjonction au sein du global. Par là, il impose un abandon de la tradition occidentale de la théorie du roman, en vue de prendre la mesure du roman contemporain dans sa problématicité, que ce point de vue dessine à l'extrême.